# Buzura benesparsa
Buzura benesparsa là một loài bướm đêm trong họ Geometridae.